# Myōkō

Myōkō (妙高市 Myōkō-shi?) este un municipiu din Japonia, prefectura Niigata.